# Meredith Hagner
Meredith Hagner, född 31 maj 1987 i Chapel Hill, North Carolina, är en amerikansk skådespelare.
Hagner har bland annat medverkat i filmerna Irrational Man och Palm Springs. Hon har även medverkat i TV-serien Bad Monkey.

## Filmografi (i urval)
- 2015 – Irrational Man
- 2020 – Palm Springs
- 2023 – Bad Monkey (TV-serie)